# 兵庫県道263号竹田指坑線
兵庫県道263号竹田指坑線（ひょうごけんどう263ごう たけださしくいせん）は、兵庫県美方郡新温泉町を通る一般県道である。

## 概要
美方郡新温泉町竹田から美方郡新温泉町指坑に至る。

### 路線データ
- 起点：美方郡新温泉町竹田（国道9号交点）
- 終点：美方郡新温泉町指坑（兵庫県道260号三尾浜坂線上）
- 総延長：7.997 km

## 歴史
- 2017年（平成29年）11月26日 - 山陰近畿自動車道浜坂道路開通に伴い、本路線の美方郡新温泉町栃谷・新温泉浜坂IC - 美方郡新温泉町戸田・戸田口交差点間が国道178号との重複区間となる[1][2]。
- 2018年（平成30年）4月1日 - 山陰近畿自動車道浜坂道路に並行する国道178号旧道の国道指定が解除されたことに伴い、本路線の美方郡新温泉町二日市 - 同町福富・福富橋西詰間が単独区間となる[3]。

## 路線状況

### 重複区間
- 兵庫県道47号浜坂井土線（美方郡新温泉町栃谷 - 美方郡新温泉町戸田・戸田口交差点）
- 国道178号（美方郡新温泉町栃谷・新温泉浜坂IC - 美方郡新温泉町戸田・戸田口交差点）
- 兵庫県道260号三尾浜坂線（美方郡新温泉町浜坂 - 美方郡新温泉町指杭（終点））

### 道路施設

#### 道の駅
- 山陰海岸ジオパーク浜坂の郷（美方郡新温泉町、兵庫県道47号浜坂井土線重複区間内）

## 地理

### 通過する自治体
- 美方郡新温泉町

### 交差する道路
| 交差する道路                                               | 交差する場所 | 交差する場所                                |
| ---------------------------------------------------------- | ------------ | ------------------------------------------- |
| 国道9号                                                    | 竹田         | 起点                                        |
| 通行不能区間                                               |              |                                             |
| 兵庫県道47号浜坂井土線 重複区間起点                        | 栃谷         |                                             |
| E9 山陰近畿自動車道 国道178号 重複区間起点                 | 栃谷         | 浜坂インターチェンジ前交差点 5 新温泉浜坂IC |
| 国道178号 重複区間終点 兵庫県道47号浜坂井土線 重複区間終点 | 戸田（へだ） | 戸田口（へだぐち）交差点                    |
| 新温泉町道二日市久斗線                                     | 二日市       |                                             |
| 新温泉町道旭町福富線                                       | 福富         |                                             |
| 兵庫県道260号三尾浜坂線 重複区間起点                       | 浜坂         |                                             |
| 兵庫県道260号三尾浜坂線 重複区間終点                       | 指杭         | 終点                                        |

### 交差する鉄道
- 山陰本線

### 沿線
- 新温泉町立浜坂小学校
- 美方警察署